# 1219
Il 1219 (MCCXIX in numeri romani) è un anno  del XIII secolo.

## Eventi
- 19 febbraio - Posa della prima pietra per l'edificazione della nuova Basilica di Sant'Andrea a Vercelli;
- 15 giugno - Valdemaro II di Danimarca sottomette gli Estoni del nord dopo la decisiva battaglia di Lyndanisse, presso Tallinn;
- 5 novembre - Durante la quinta crociata i crociati assediano e occupano temporaneamente la città di Damietta sul delta del Nilo;
- Francesco d'Assisi invia Agnese d'Assisi a Firenze per fondare e guidare una comunità di Povere Dame a Monticelli;
- A Parigi si fonda il primo monastero francescano;
- I domenicani si stabiliscono a Roma nella basilica di Santa Sabina;
- Nascita della Chiesa ortodossa serba;
- Creazione dell'Ordine del Dannebrog;
- Francesco d'Assisi si imbarca da Ancona per l'Egitto; lì incontra il sultano ayyubide al-Malik al-Kāmil, nipote di Saladino, sperando di metter fine alle guerre fra cristiani e musulmani.
- Nella basilica di Saccargia vengono celebrate le nozze tra Adelasia di Torres e Ubaldo Visconti.

## Nati
- 25 giugno - Fujiwara no Shunshi, imperatrice giapponese († 1233)
- Baldovino d'Avesnes, cavaliere medievale francese († 1295)
- Arnaut Catalan, trovatore francese († 1253)
- Umiliana de' Cerchi, religiosa italiana († 1246)
- Cristoforo I di Danimarca, re († 1259)
- Egidio Foscherari, giurista italiano († 1289)
- Tettsū Gikai, monaco buddista giapponese († 1309)
- Guillaume de Gisors, nobile francese († 1307)
- Walter di Bibbesworth, scrittore inglese († 1270)

## Morti
- 6 febbraio - Robert Curson, cardinale inglese
- 13 febbraio - Minamoto no Sanetomo, militare giapponese (n. 1192)
- 17 marzo - Rodolfo I di Tubinga, nobile tedesco
- 20 aprile - Domenico Vernagalli, religioso italiano
- 14 maggio - Guglielmo il Maresciallo, cavaliere medievale e condottiero inglese
- 17 giugno - Davide di Scozia, nobile scozzese
- 10 agosto - Gaucher IV di Mâcon, nobile francese
- 26 agosto - Guillaume de Chartres, cavaliere medievale francese
- 29 settembre - Pietro Collevaccino, cardinale e vescovo cattolico italiano
- 3 novembre - Saer de Quincy, nobile britannico (n. 1155)
- 5 novembre - Ugo IX di Lusignano, conte
- 8 novembre - Gervasio di Costantinopoli, patriarca cattolico italiano
- Donato di Montevergine, religioso e santo italiano
- Iolanda di Fiandra, imperatrice fiamminga (n. 1175)
- Gerardo V d'Armagnac, nobile francese
- Leone II d'Armenia, re armeno (n. 1150)
- Pietro II di Courtenay, imperatore francese (n. 1155)
- Teodorico von Treyden, religioso estone

## Calendario
| Calendario 1219 | Calendario 1219 | Calendario 1219 | Calendario 1219 | Calendario 1219 | Calendario 1219 | Calendario 1219 | Calendario 1219 | Calendario 1219 | Calendario 1219 | Calendario 1219 | Calendario 1219 | Calendario 1219 | Calendario 1219 | Calendario 1219 | Calendario 1219 | Calendario 1219 | Calendario 1219 | Calendario 1219 | Calendario 1219 | Calendario 1219 | Calendario 1219 | Calendario 1219 | Calendario 1219 | Calendario 1219 | Calendario 1219 | Calendario 1219 | Calendario 1219 | Calendario 1219 | Calendario 1219 | Calendario 1219 | Calendario 1219 | Calendario 1219 |
| --------------- | --------------- | --------------- | --------------- | --------------- | --------------- | --------------- | --------------- | --------------- | --------------- | --------------- | --------------- | --------------- | --------------- | --------------- | --------------- | --------------- | --------------- | --------------- | --------------- | --------------- | --------------- | --------------- | --------------- | --------------- | --------------- | --------------- | --------------- | --------------- | --------------- | --------------- | --------------- | --------------- |
|                 | 1               | 2               | 3               | 4               | 5               | 6               | 7               | 8               | 9               | 10              | 11              | 12              | 13              | 14              | 15              | 16              | 17              | 18              | 19              | 20              | 21              | 22              | 23              | 24              | 25              | 26              | 27              | 28              | 29              | 30              | 31              |                 |
| Gennaio         | Ma              | Me              | Gi              | Ve              | Sa              | Do              | Lu              | Ma              | Me              | Gi              | Ve              | Sa              | Do              | Lu              | Ma              | Me              | Gi              | Ve              | Sa              | Do              | Lu              | Ma              | Me              | Gi              | Ve              | Sa              | Do              | Lu              | Ma              | Me              | Gi              |                 |
| Febbraio        | Ve              | Sa              | Do              | Lu              | Ma              | Me              | Gi              | Ve              | Sa              | Do              | Lu              | Ma              | Me              | Gi              | Ve              | Sa              | Do              | Lu              | Ma              | Me              | Gi              | Ve              | Sa              | Do              | Lu              | Ma              | Me              | Gi              |                 |                 |                 |                 |
| Marzo           | Ve              | Sa              | Do              | Lu              | Ma              | Me              | Gi              | Ve              | Sa              | Do              | Lu              | Ma              | Me              | Gi              | Ve              | Sa              | Do              | Lu              | Ma              | Me              | Gi              | Ve              | Sa              | Do              | Lu              | Ma              | Me              | Gi              | Ve              | Sa              | Do              |                 |
| Aprile          | Lu              | Ma              | Me              | Gi              | Ve              | Sa              | Do              | Lu              | Ma              | Me              | Gi              | Ve              | Sa              | Do              | Lu              | Ma              | Me              | Gi              | Ve              | Sa              | Do              | Lu              | Ma              | Me              | Gi              | Ve              | Sa              | Do              | Lu              | Ma              |                 |                 |
| Maggio          | Me              | Gi              | Ve              | Sa              | Do              | Lu              | Ma              | Me              | Gi              | Ve              | Sa              | Do              | Lu              | Ma              | Me              | Gi              | Ve              | Sa              | Do              | Lu              | Ma              | Me              | Gi              | Ve              | Sa              | Do              | Lu              | Ma              | Me              | Gi              | Ve              |                 |
| Giugno          | Sa              | Do              | Lu              | Ma              | Me              | Gi              | Ve              | Sa              | Do              | Lu              | Ma              | Me              | Gi              | Ve              | Sa              | Do              | Lu              | Ma              | Me              | Gi              | Ve              | Sa              | Do              | Lu              | Ma              | Me              | Gi              | Ve              | Sa              | Do              |                 |                 |
| Luglio          | Lu              | Ma              | Me              | Gi              | Ve              | Sa              | Do              | Lu              | Ma              | Me              | Gi              | Ve              | Sa              | Do              | Lu              | Ma              | Me              | Gi              | Ve              | Sa              | Do              | Lu              | Ma              | Me              | Gi              | Ve              | Sa              | Do              | Lu              | Ma              | Me              |                 |
| Agosto          | Gi              | Ve              | Sa              | Do              | Lu              | Ma              | Me              | Gi              | Ve              | Sa              | Do              | Lu              | Ma              | Me              | Gi              | Ve              | Sa              | Do              | Lu              | Ma              | Me              | Gi              | Ve              | Sa              | Do              | Lu              | Ma              | Me              | Gi              | Ve              | Sa              |                 |
| Settembre       | Do              | Lu              | Ma              | Me              | Gi              | Ve              | Sa              | Do              | Lu              | Ma              | Me              | Gi              | Ve              | Sa              | Do              | Lu              | Ma              | Me              | Gi              | Ve              | Sa              | Do              | Lu              | Ma              | Me              | Gi              | Ve              | Sa              | Do              | Lu              |                 |                 |
| Ottobre         | Ma              | Me              | Gi              | Ve              | Sa              | Do              | Lu              | Ma              | Me              | Gi              | Ve              | Sa              | Do              | Lu              | Ma              | Me              | Gi              | Ve              | Sa              | Do              | Lu              | Ma              | Me              | Gi              | Ve              | Sa              | Do              | Lu              | Ma              | Me              | Gi              |                 |
| Novembre        | Ve              | Sa              | Do              | Lu              | Ma              | Me              | Gi              | Ve              | Sa              | Do              | Lu              | Ma              | Me              | Gi              | Ve              | Sa              | Do              | Lu              | Ma              | Me              | Gi              | Ve              | Sa              | Do              | Lu              | Ma              | Me              | Gi              | Ve              | Sa              |                 |                 |
| Dicembre        | Do              | Lu              | Ma              | Me              | Gi              | Ve              | Sa              | Do              | Lu              | Ma              | Me              | Gi              | Ve              | Sa              | Do              | Lu              | Ma              | Me              | Gi              | Ve              | Sa              | Do              | Lu              | Ma              | Me              | Gi              | Ve              | Sa              | Do              | Lu              | Ma              |                 |